# Siła Plancka
Siła Plancka – pochodna jednostka siły, w naturalnym systemie jednostek oznaczana jako FP.
{\displaystyle F_{P}={\frac {E_{P}}{l_{P}}}={\frac {c^{4}}{G}}\approx } 1,21027 × 1044 N
gdzie: {\displaystyle E_{P}} – energia Plancka, {\displaystyle l_{P}} – długość Plancka, c – prędkość światła w próżni, G – stała grawitacji.
Siła Plancka jest to siła, która jest potrzebna, aby masę Plancka rozpędzić do prędkości pozwalającej jej pokonać długość Plancka w czasie Plancka. Siła Plancka odgrywa ważną rolę w teorii strun jako podstawowe naprężenie. W ogólnej teorii względności siła Plancka to czynnik, przez który należy podzielić gęstość energii, aby otrzymać zakrzywienie czasoprzestrzeni.